# Sbor Bratrské jednoty baptistů v Litoměřicích
Sbor Bratrské jednoty baptistů v Litoměřicích je místní baptistická církev v Žižkově ulici (červený kostel), má kolem 140 řádných členů a téměř 50 dětí.

## Historie
Historie sboru se pojí s přistěhováním několika rodin, potomků pobělohorských exulantů, po druhé světové válce z českých enkláv v Polsku a na Volyni. V září roku 1945 byl pod vedením kazatele Ludvíka Bureše v Litoměřicích ustaven sbor, který své sídlo kvůli rostoucí baptistické komunitě přesunul v roce 1947 do Lovosic. V té době na lovosicko přicházeli další baptistické rodiny z východu, zejména rodiny příslušníků tzv. Svobodovy armády. Byl založen pěvecký sbor, sdružení mládeže a konaly se evangelizační shromáždění. Růst lovosického sboru byl po šesti letech rozvoje násilně narušen zatčením a nezákonným odsouzením kazatele Bureše za tzv. protistátní činnost. Přesto za tuto poměrně krátkou dobu pokřtil na vyznání víry 98 nových bratří a sester. Početnější lovosické shromáždění je státem registrováno jako hlavní sbor a litoměřičtí baptisté se stávají stanicí. V šedesátých letech posílilo litoměřické několik rodin přistěhovaných z podkrkonoší a z Lovosic. Kazatel Pavel Čáni vedl sbor a zvláště mladé k misii a pokřtil za deset let své činnosti 57 nových věřících. V roce 1989 se sbor stal samostatným a do Litoměřic přišel kazatel Jan Pospíšil – v té době má sbor 58 členů a 28 členů na stanici v Děčíně. Nová doba svobody umožnila novou misii a každý rok bylo vykonáno několik křtů nově uvěřivších (celkem 56) zejména mladých lidí. Za necelých pět let od vzniku sboru tak vzrostl počet členů na dvojnásobek. V roce 2019 sbor oslavil 20 let své samostatné existence.

## Kostel
Původně se sbor scházel „U dubu“ v Palachově ulici, ale v období politického uvolnění „pražského jara“ získal do spoluvlastnictví od husitské církve zchátralý německý kostel v Jiráskových sadech. Ten opravili, ale chyběl prostor pro vyučování dětí, dorostu a mládeže, nevyhovovalo sociální zařízení a uvnitř bylo velmi chladno. Následovala komplexní rekonstrukce kostela pod vedením Ing. Slavomíra Slámy, kdy byla loď horizontálně přepažena.

## BETHEL
V roce 1990 zakoupil sbor bývalý klášter od řádu klarisek a pustil se s pomocí řady křesťanů ze zahraničí do kompletní rekonstrukce. Vznikl zde byt kazatele, křesťanský klub UCHO, kavárna Alfa a v roce 1999 začala sociální práce s dětmi z ulice, zvláště s těmi, které opouštějí dětské domovy. Pro sociální práci sbor založil občanské sdružení a 15.12.2000 byl v tomto Domě křesťanské pomoci Bethel slavnostně otevřen ředitelem Mgr. Robertem Krejčím jeden z prvních Domů na půli cesty v Čechách. 

## Kazatelé
- 1947–1952    Ludvík Bureš – jako nepřítel pokrokových státních forem v politickém procesu nezákonně odsouzen na 8 *let
- 1955–1964    Rudolf Petr (lovosický sbor)
- 1964–1969    Miloš Šolc st. (lovosický sbor)
- 1969–1979    Pavel Čáni (lovosický sbor)
- 1980–1988    Vladimír Vacek (lovosický sbor)
- 1989–1995    Jan Pospíšil
- 1995–2004    Jaroslav Poloha
- 2008–2023    Jaroslav Pleva